# Вознесенский собор (Набережные Челны)
Свя́то-Вознесе́нский собо́р (тат. Изге Күккә ашу чиркәве), также Боровецкая церковь (тат. Боровецкий чиркәве) — приходской православный храм в городе Набережные Челны. Относится к Закамскому благочинию Набережночелнинской епархии Русской православной церкви, имеет статус архиерейского подворья.
Настоятель храма — протоиерей Андрей Дубровин.

## История

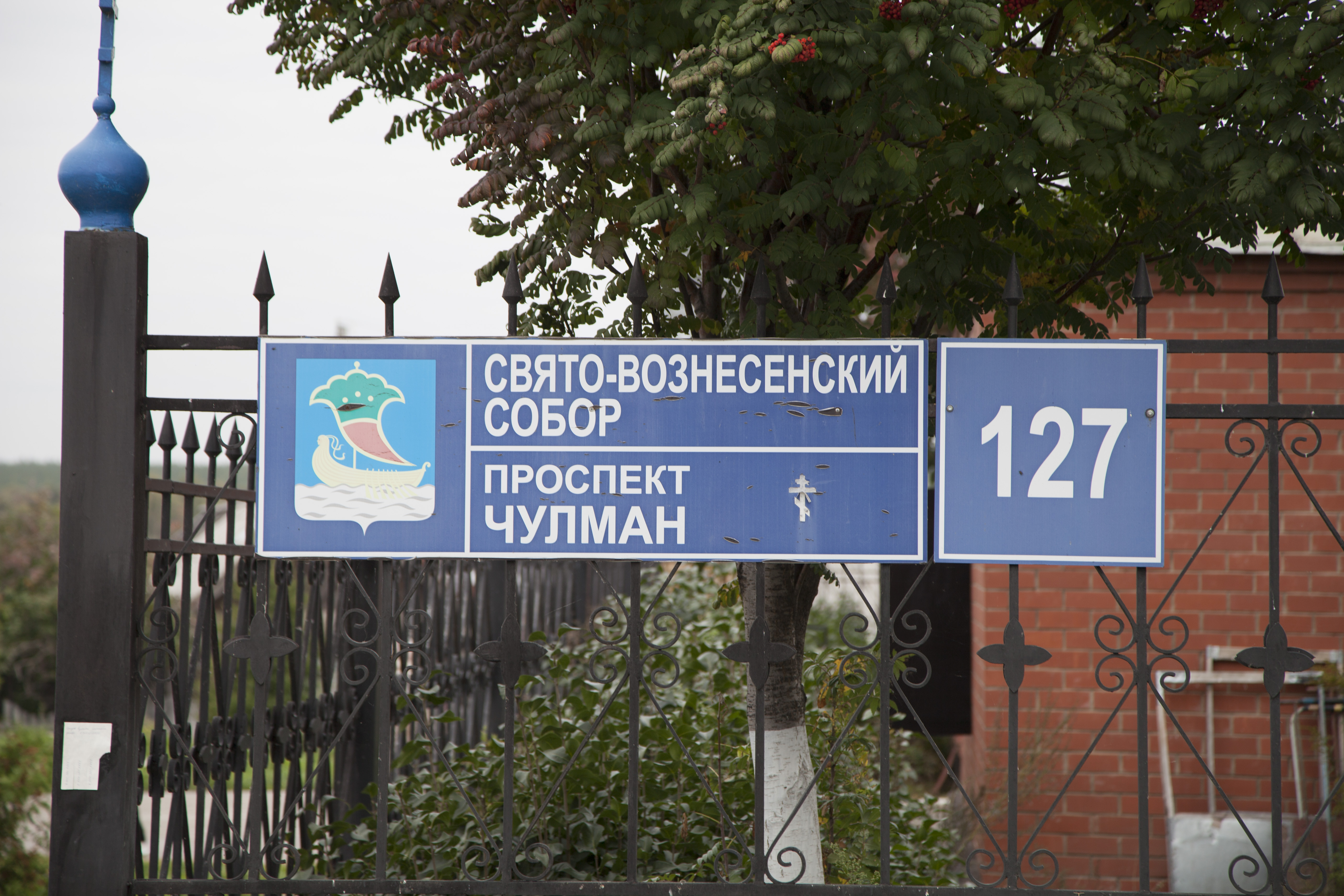
Аншлаг с указанием адреса Свято-вознесенского собора

Деревянная церковь в селе Боровецком известна с XVIII века. В 1828 году на её месте возвели каменный храм. Сохранившуюся до настоящего времени церковь начали строить в 1872 году на основе реконструкции обветшавшего храма 1828 года. В 1882 году был освящён левый придел во имя Великомученика Димитрия Солунского, в 1885 году — правый придел в честь Воздвижения Креста Господня, а в 1889 году — главный престол в честь Вознесения Господня. Основную часть средств на постройку нового храма выделил Дмитрий Иванович Стахеев — представитель знаменитой елабужской купеческой династии, известный в конце XIX века писатель.
При церкви существовало попечительство. До революции число прихожан составляло 1935 человек (в селе и трёх деревнях), в том числе 906 мужчин и 1029 женщин.
В годы советской власти, когда церковь подвергалась гонениям, храм был разорён и частично разрушен, служение в нём прекратилось. Точных сведений о том, когда это произошло, нет, предположительно служить в нём перестали в 1937 году.

## Архитектура
Крупный, высокий храм в стиле эклектики классицистического направления. Был построен по образцовому проекту архитектора Константина Тона. Долгие десятилетия запустения, а потом реконструкция первой половины 1990-х годов довольно сильно изменили первоначальный облик храма. Центральный объём восьмигранный, с купольным перекрытием и большим световым барабаном под большой луковичной главкой. Широкая трехнефная трапезная охватывает центральный объём. Высокая трехъярусная колокольня пристроена к трапезной. Притвор, первый ярус колокольни и центральный объём имеют цилиндрические перекрытия с килевидным верхом. Стены выложены с раскреповкой по углам и простенкам в виде лопаток, подоконные панели украшены прямоугольными кессонами, подоконные гурты объединяют арочные узкие проемы с килевидными сандриками.

## Восстановление храма
В 1989 году начались работы по восстановлению храма. Сразу же здесь появилась бригада строителей, залатала крышу (вернее сделала её заново), отремонтировала и выкрасила купола. Генподрядчиком на реставрации церкви выступило управление Отделстрой 2 (начальник Н. С. Рукин). Прораб, куратор (от церковной общины) Н. В. Гордеев оказался доволен его работой. Похвалил бригады штукатуров Анны Николаевны Валиевой, облицовщиков — мозаичников Юлии Михайловны Корчагиной. Хоры для певчих прекрасно сделали рабочие бригады Бакунина, одного из предприятий БСИ, они же восстановили лестницу на колокольню. Колокола были привезены из Воронежа — пять штук (самый тяжелый весит 30 пудов), и ещё три привезены отдельно. Вокруг церкви установлена ажурная ограда. Сделали ограду рабочие литейного завода (начальник цеха Андрей Александрович Маш). И вообще все, к кому бы представители церкви в городе не обращались, помогали, чем могли.
В ночь на Рождество, в 1990 году, после многолетнего перерыва, по просьбам прихожан состоялось первое богослужение.

## Современное состояние

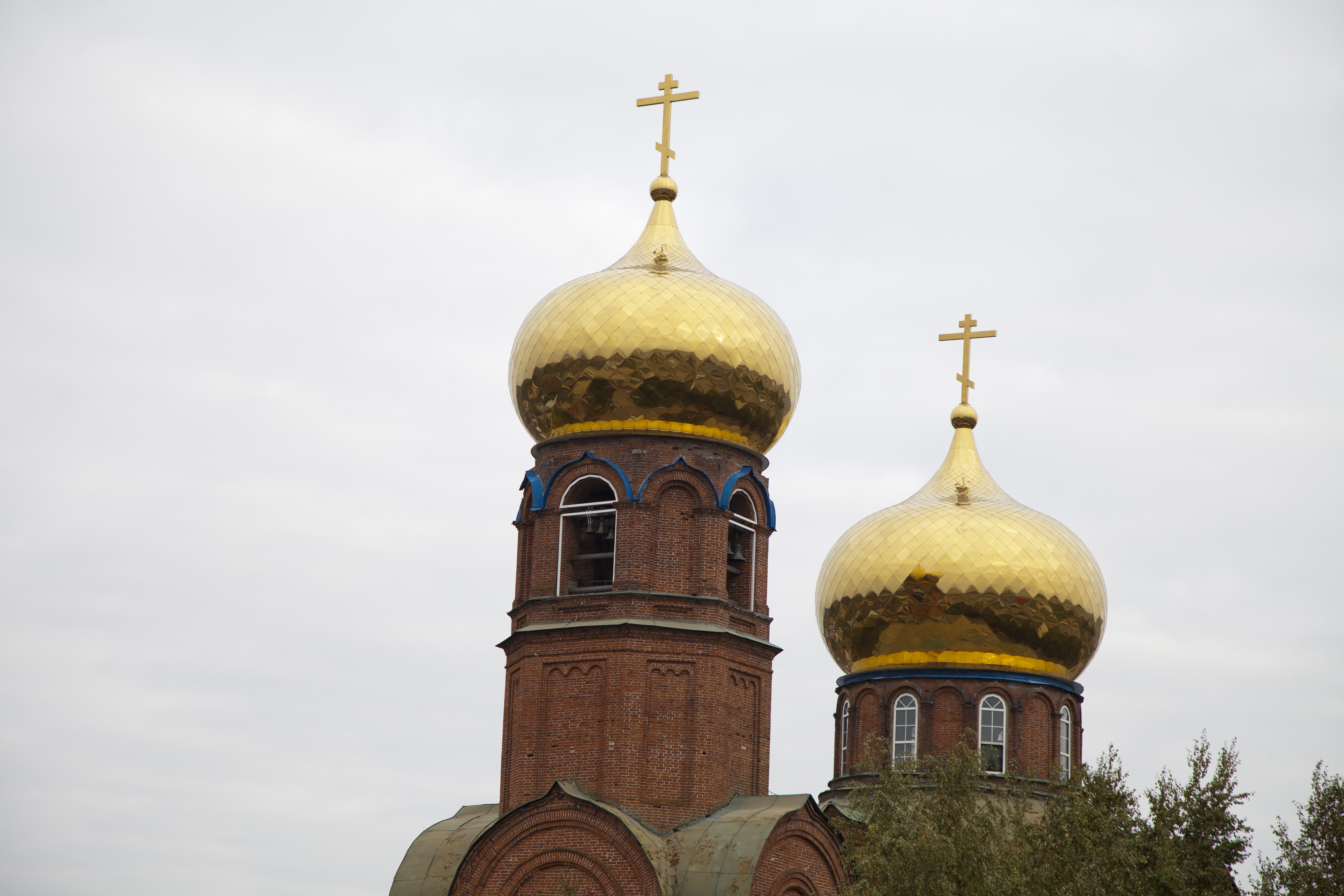
Обновлённые позолоченные купола Свято-Вознесенского собора

В настоящее время в Свято-Вознесенском соборе ежедневно совершаются богослужения.
На территории церкви находятся две лавки, в которых можно приобрести иконы, различную церковную утварь, интересную православную литературу, часовня для отпевания и два двухэтажных административных здания. В одном из них расположены: маленький крестильный храм в честь святой блаженной Ксении Петербургской, в котором совершается крещение, православная библиотека, детская воскресная школа, а также находится школа катехизаторов.
28 мая 2009 года, в день празднования Вознесения Господня, Свято-Вознесенский собор отметил 120-летие со дня освящения главного престола храма.

## Хор
В период с 1997 по 2000 год в хоре Свято-Вознесенского собора певчим служил Владимир Михайлович Васильев, который ныне является художественным руководителем Филармонического музыкально-литературного лектория, солистом Татарского академического государственного театра оперы и балета им. М. Джалиля.

## Галерея

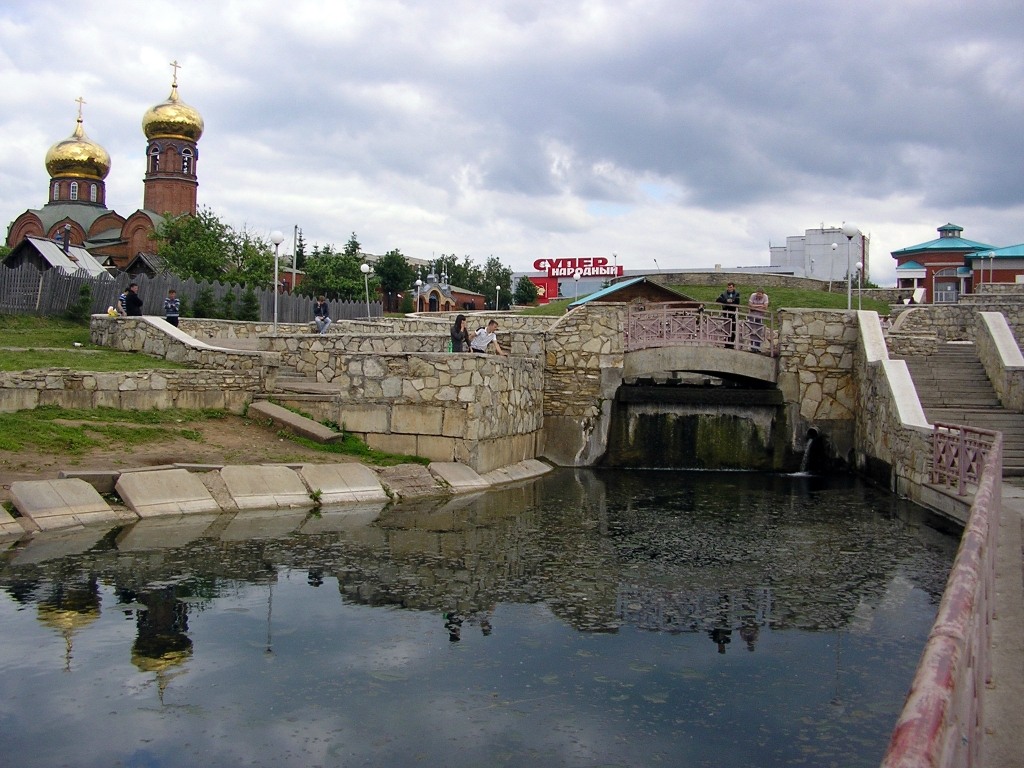
Вид на Свято-Вознесенский собор со стороны родника
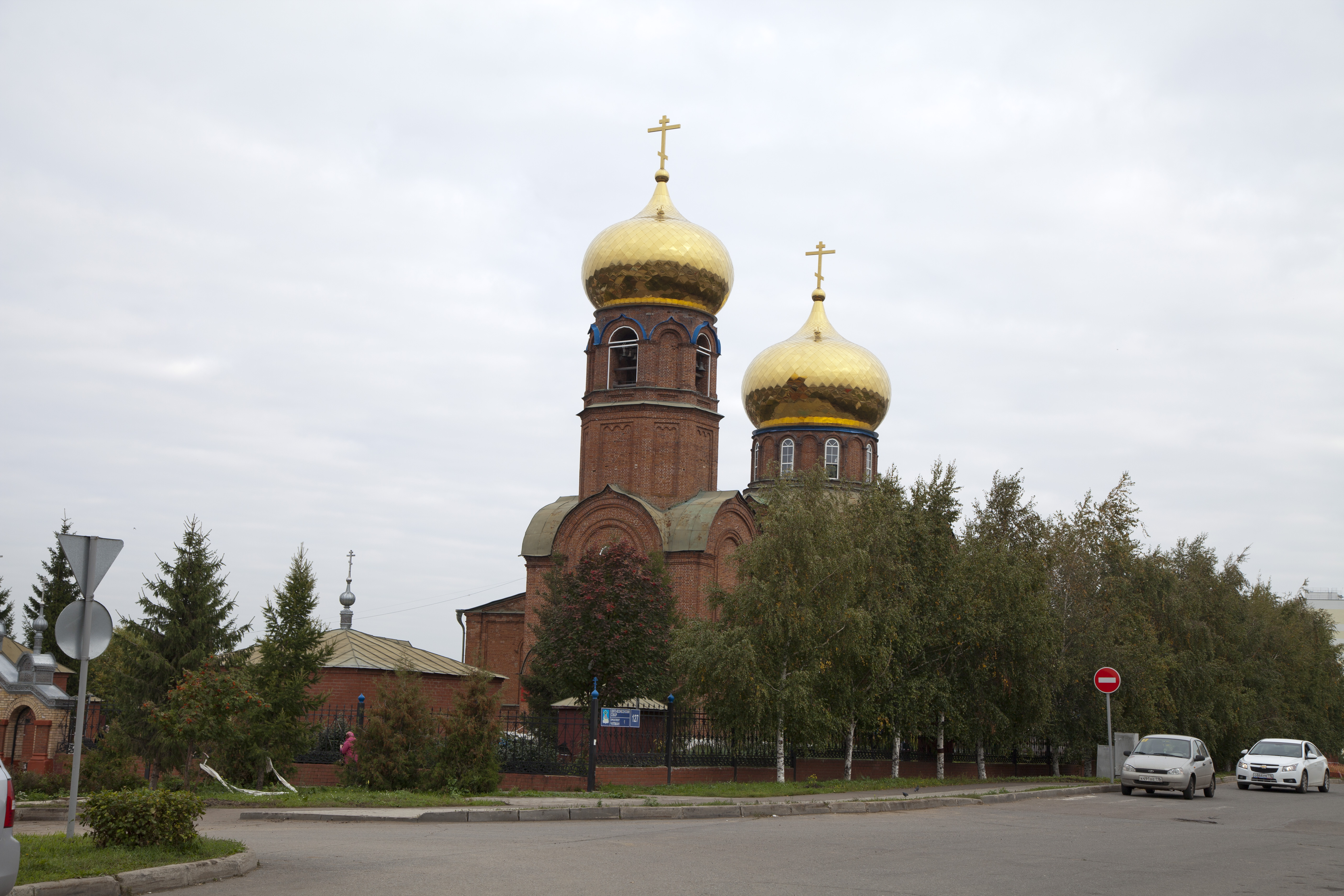
Вид на Свято-Вознесенский собор с проспекта Чулман
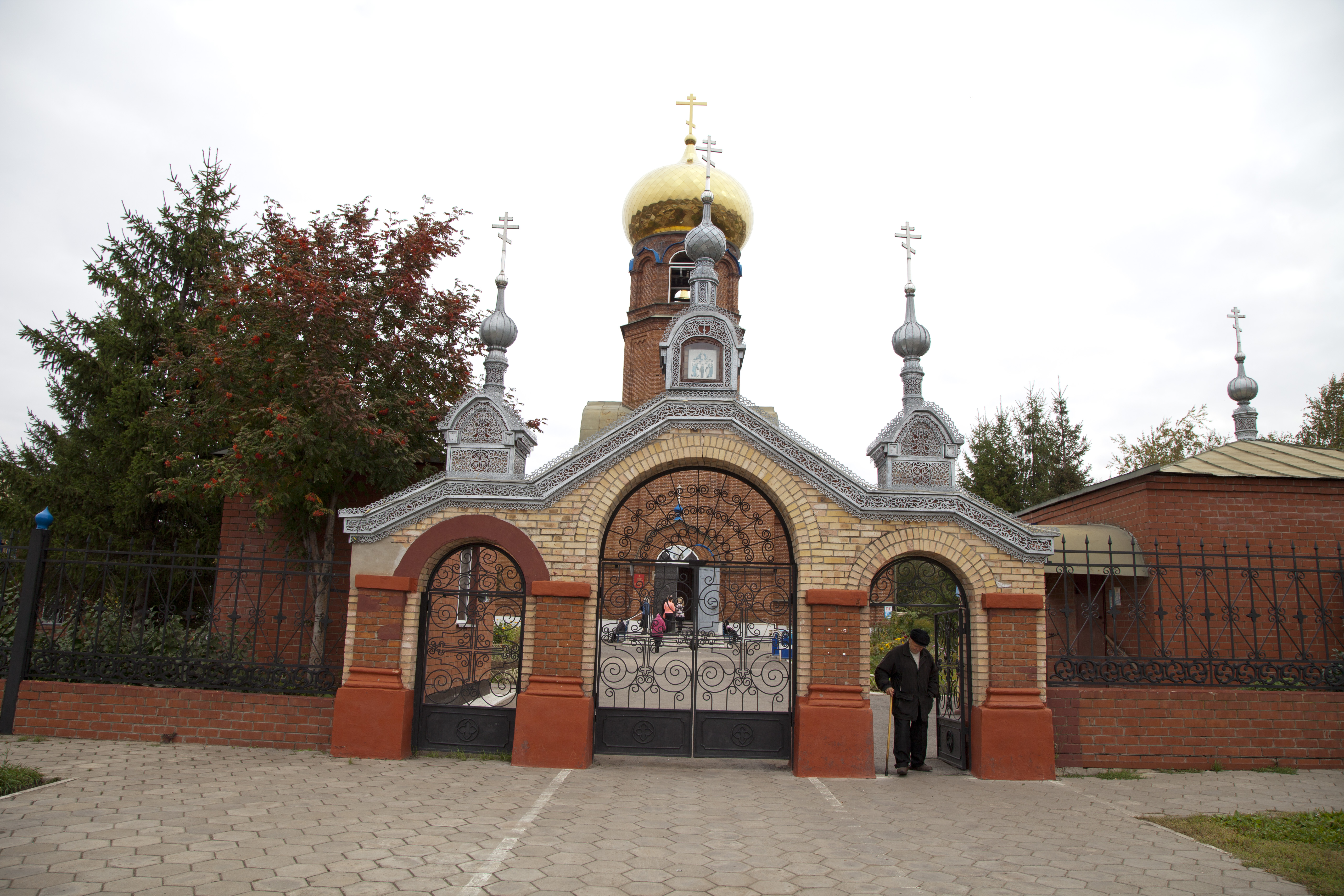
Главные ворота Свято-вознесенского собора
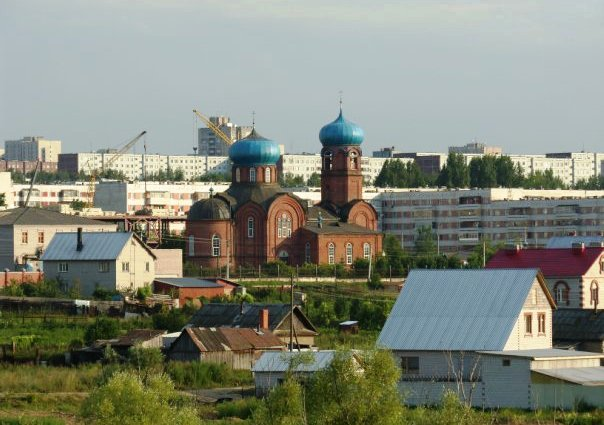
Вид на Свято-Вознесенский собор со стороны реки Камы (2009 год)
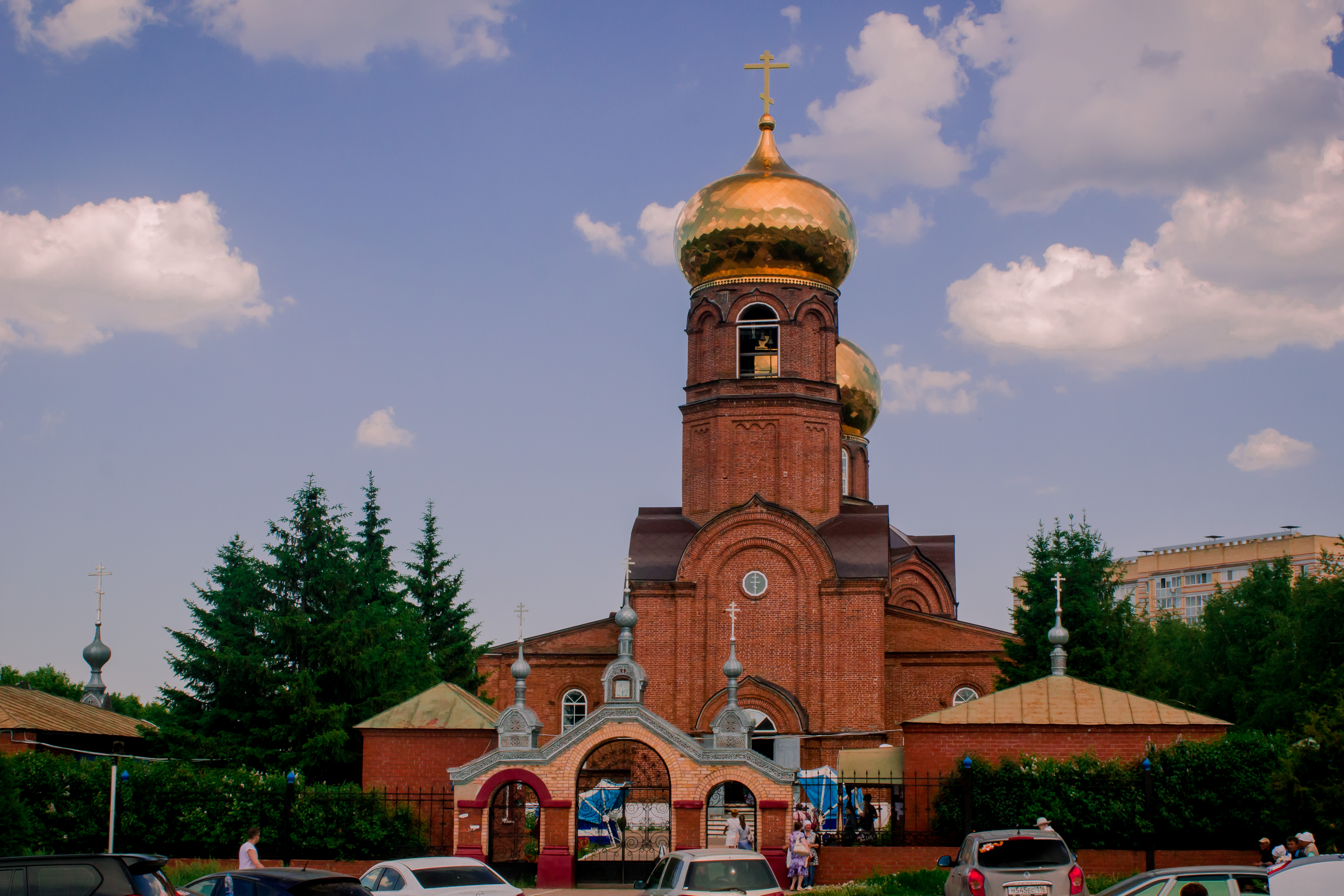
Вид на Свято-Вознесенский собор спереди (2015 год)
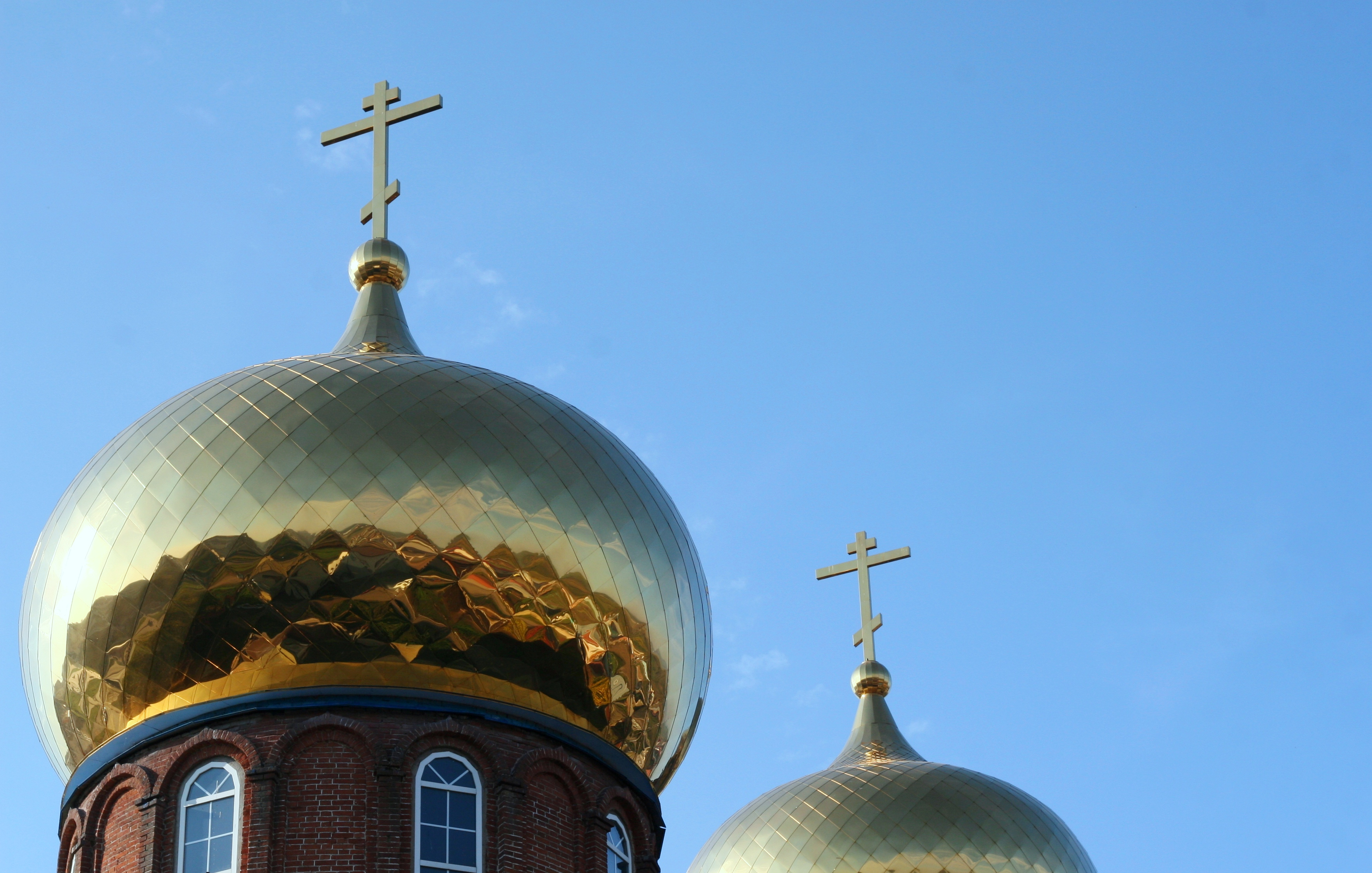
Купола Свято-Вознесенского собора (2012 год)